# Amedeo Nazzari
Amedeo Nazzari, nome d'arte di Amedeo Carlo Leone Buffa (Cagliari, 10 dicembre 1907 – Roma, 5 novembre 1979), è stato un attore italiano.

## Biografia
Figlio di Salvatore Buffa, proprietario di un pastificio, e di Argenide Nazzari, il futuro attore prenderà il suo nome d'arte dal nonno materno, Amedeo Nazzari, già presidente della Corte d'appello di Vicenza, trasferito poi a Cagliari. Amedeo Buffa aveva solo sei anni quando suo padre morì e la madre si trasferì con lui e le sorelle a Roma. Qui compì gli studi presso un collegio di padri salesiani dove maturò la sua vocazione artistica fin dalle prime recite scolastiche, per poi passare ai palcoscenici delle filodrammatiche e arrivare infine, dopo aver abbandonato gli studi di ingegneria, al teatro vero e proprio.

### L'esordio

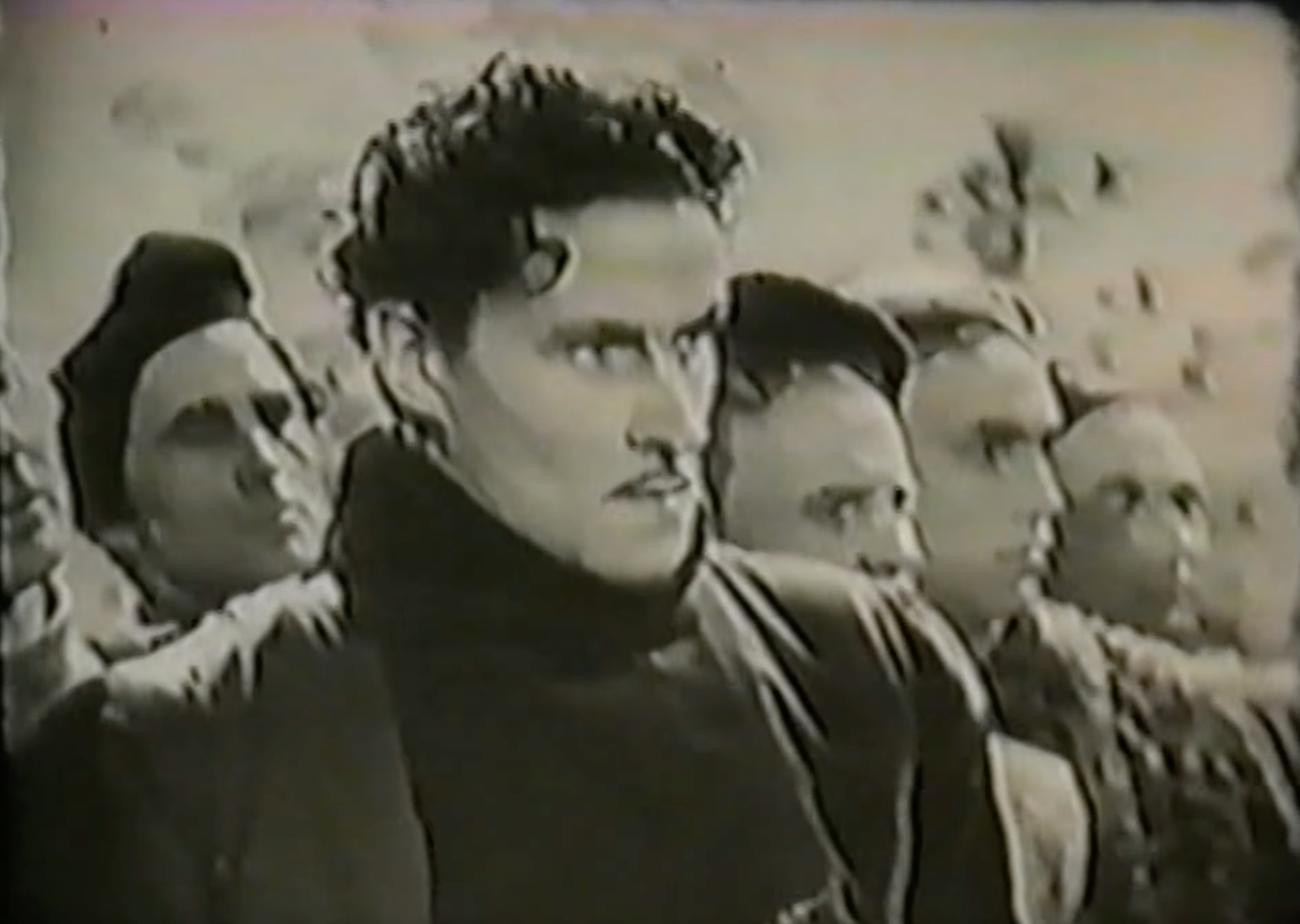
Nazzari in Ginevra degli Almieri di Guido Brignone (1935)

L'esordio da professionista avvenne nel 1927 con la compagnia di Dillo Lombardi, per passare negli anni successivi a compagnie più importanti come quelle di Annibale Ninchi, di Memo Benassi e di Marta Abba. Nel 1935 fu notato da Elsa Merlini che gli offrì una parte nel film Ginevra degli Almieri. La pellicola non avrà successo e Nazzari tornerà al teatro.
Ancora una volta fu un'attrice, Anna Magnani, a intuire le sue doti. La Magnani giovane artista allora emergente e moglie del regista Goffredo Alessandrini, insistette con suo marito affinché Nazzari facesse parte del cast di Cavalleria. La sua prestanza fisica, arricchita dal fascino della divisa, nel ruolo del tenente Solaro, chiaramente ispirato alla figura di Francesco Baracca, decretò il successo del film che, presentato a Venezia alla Mostra del Cinema e poi proiettato in tutte le sale d'Italia, fu uno dei maggiori incassi del 1936.

### La notorietà

Nazzari ne La cena delle beffe di Alessandro Blasetti (1942)

Nel 1938 indossò ancora la divisa per il suo secondo successo di pubblico, Luciano Serra pilota, sempre con la regia di Alessandrini. Ormai Nazzari era un volto conosciuto ed erano molte le offerte di lavoro, ma le sue continue discussioni con i produttori per intervenire sui dialoghi dei film che interpretava e per suggerire cambi di sceneggiatura non previsti nei copioni, gli crearono una fama di personaggio scomodo e indocile.

Nazzari riceve la coppa del Ministero della cultura popolare per il film Caravaggio (1941), si riconoscono il conte Giuseppe Volpi e il ministro Pavolini

Nel 1941, alla IX Mostra internazionale d'arte cinematografica di Venezia il conte Giuseppe Volpi gli consegnò la Coppa del Ministero della cultura popolare come migliore attore per il film Caravaggio, il pittore maledetto, diretto sempre da Alessandrini.
L'anno successivo, il celebre La cena delle beffe lo consacrò definitivamente come divo del cinema. Il film, diretto da Alessandro Blasetti, è un dramma in costume che si svolge nella Firenze dei Medici; tratto dall'omonimo poema di Sem Benelli, ottenne un enorme successo di pubblico e rimane nella memoria storica degli spettatori italiani per una serie di motivi: innanzitutto perché contiene la prima scena di nudo femminile (un'inquadratura di pochi secondi di Clara Calamai a seno nudo che varrà alla pellicola il divieto alla visione ai minori di 16 anni e la condanna delle autorità ecclesiastiche), poi perché riunisce nel cast due giovani amanti, Osvaldo Valenti e Luisa Ferida, che di lì a pochi anni andranno incontro a un tragico destino accusati dai partigiani di collaborazionismo e trucidati, infine per l'interpretazione intensa e anche un po' gigionesca di Nazzari, che in questo film pronuncia la sua battuta più celebre: « [...] e chi non beve con me, péste lo cólga!», che ripetuta da tutti, diventerà col tempo un tormentone. 
Dopo l'armistizio dell'8 settembre 1943, aderì alla Repubblica Sociale Italiana, ma di fatto non girerà nessun film per il cosiddetto Cinevillaggio.

### I film del dopoguerra

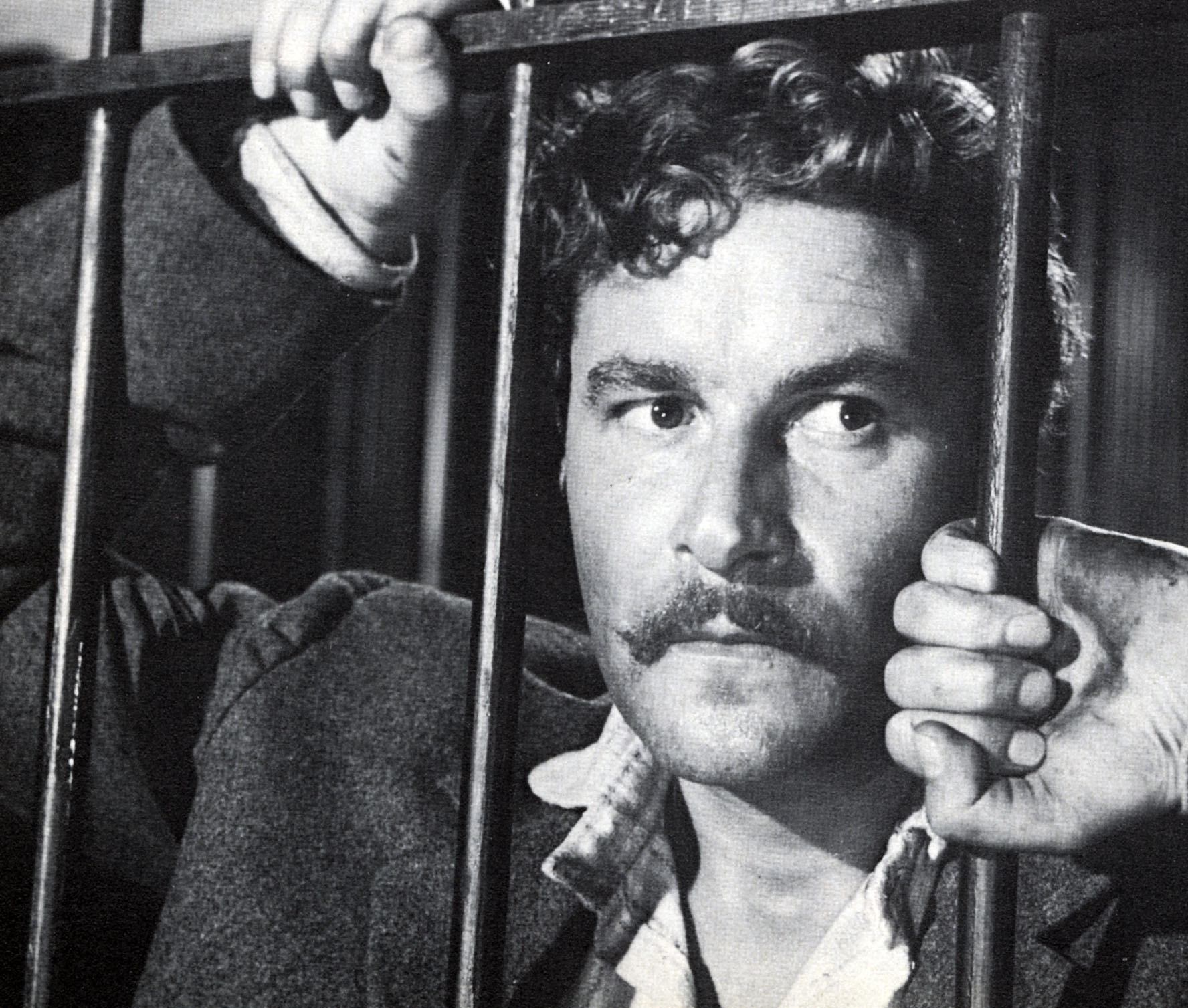
Nazzari ne Il brigante Musolino di Mario Camerini (1950)

Dopo una serie di film minori interpretati durante il periodo bellico tra mille difficoltà, dopo il 1945 ottenne ruoli importanti con Un giorno nella vita (1946) di Blasetti, in cui interpretò un capo partigiano, Il bandito (1946), diretto da Alberto Lattuada con Anna Magnani come co-protagonista e che gli fruttò il Nastro d'argento come miglior attore protagonista, e La figlia del capitano (1947), tratto dal romanzo omonimo di Puškin e diretto da Mario Camerini, in cui affiancò Irasema Dilian.
Richiestissimo anche all'estero, si recò prima in Spagna per interpretare tre film, poi in Argentina, dove però gli proposero di recitare la parte di un italiano criminale e corrotto. All'idea di dover diffamare il suo paese, Nazzari rifiutò di adempiere al contratto e la notizia giunse addirittura a Evita Perón che, dopo essersi fatta illustrare il copione, prese le difese dell'artista e gli offrì di rimanere comunque in Argentina per visitare il paese e per conoscere personalmente molte famiglie di italiani emigrati.
Tornato in Italia nel 1949, recitò accanto agli emergenti Vittorio Gassman, Silvana Mangano e Jacques Sernas ne Il lupo della Sila. L'anno seguente, sempre con la Mangano, Nazzari interpretò il film Il brigante Musolino.

### La fortunata stagione dei melodrammi

Nazzari con Yvonne Sanson in Tormento di Raffaello Matarazzo (1950)

Nel 1949 recitò accanto all'attrice di origine greca Yvonne Sanson nel dramma popolare Catene, diretto da Raffaello Matarazzo, film che fu premiato al botteghino da un enorme successo di pubblico (fu il maggiore incasso della stagione cinematografica 1949-1950), e aprì per Nazzari un secondo fortunatissimo capitolo della sua carriera: Catene fu infatti il primo di una lunga serie di pellicole strappalacrime che appassionarono il pubblico italiano per tutta la prima metà degli anni cinquanta, rivitalizzando un genere, il melodramma sentimentale, già molto amato in Italia ai tempi del cinema muto, ma che all'epoca fu bistrattato dalla critica cinematografica, che descriveva questi film come dei banali fotoromanzi cinematografici; solo negli anni settanta tali film verranno rivalutati dalla stessa, che coniò appositamente il termine neorealismo d'appendice per riferirsi a tale tipologia di pellicole.
Di questa serie di film, tutti interpretati accanto ad Yvonne Sanson, diretti da Raffaello Matarazzo e premiati da un enorme successo al botteghino, ricordiamo Tormento (1950), I figli di nessuno (1951), Chi è senza peccato... (1952), Torna! (1953), L'angelo bianco (1955) e Malinconico autunno (1958), l'ultimo film dove Matarazzo diresse la coppia Sanson-Nazzari. 
Oltre a questi, ne interpretò altri diretto da diversi registi ed affiancato da altre partner femminili: Alina (1950) di Giorgio Pastina, interpretato assieme ad un'allora esordiente Gina Lollobrigida, Romanticismo, (1951) di Clemente Fracassi, dove divise il set con Clara Calamai e Tamara Lees, Ultimo incontro (1951) ed Il mondo le condanna (1953), entrambi diretti da Gianni Franciolini e con Alida Valli come co-protagonista; Il tradimento (1951) di Riccardo Freda, in cui lavorò con Gianna Maria Canale e Vittorio Gassman, Sensualità (1952), diretto nuovamente da Fracassi, dove affiancò Marcello Mastroianni ed Eleonora Rossi Drago, Ti ho sempre amato! (1953) di Mario Costa con Myriam Bru, Pietà per chi cade (1954), sempre diretto da Costa, recitato assieme a Nadia Gray, Antonella Lualdi e Lida Baarová, Appassionatamente (1954) di Giacomo Gentilomo, in cui fu di nuovo in coppia con Myriam Bru, L'ultimo amante (1955) di Mario Mattoli, in cui fu affiancato da May Britt.

### I ruoli impegnati

Nazzari con Giulietta Masina ne Le notti di Cabiria di Federico Fellini (1957)

Non mancarono tuttavia i ruoli "impegnati": in Processo alla città (1952) di Luigi Zampa, Nazzari tratteggiò la figura di un coraggioso magistrato napoletano che si oppone alla camorra del primo Novecento, mentre ne Il brigante di Tacca del Lupo (1952) di Pietro Germi, presentato alla Mostra internazionale d'arte cinematografica di Venezia, interpretò il ruolo di un ufficiale dei bersaglieri nell'Italia post-unitaria, impegnato a combattere il brigantaggio lucano. In Proibito (1954) di Mario Monicelli ebbe per la prima volta l'opportunità di interpretare un personaggio sardo in una storia di faide familiari. Nel 1957 venne scelto da Federico Fellini per recitare in Le notti di Cabiria, nel ruolo del divo in decadenza Alberto Lazzari, con cui fece ironicamente il verso a sé stesso.
Sempre nel 1957 Nazzari sposò Irene Genna, attrice italo-greca, dalla quale un anno più tardi ebbe la figlia Maria Evelina, divenuta anch'essa attrice. 
Negli anni sessanta arrivò qualche delusione: il ruolo del principe Salina ne Il Gattopardo di Visconti, proposto a lui, andò a Burt Lancaster per ottenere finanziamenti da una casa di produzione statunitense; nel remake de La figlia del capitano, girato da Lattuada col titolo La tempesta (1958), il personaggio di Pugacev, che era stato suo, venne assegnato a Van Heflin. Nel 1960 interpreta La contessa azzurra con Zsa Zsa Gábor e Paolo Stoppa, film drammatico di Claudio Gora.
Da Hollywood giunse la proposta di girare un film con Marilyn Monroe, ma stavolta fu Nazzari a rifiutare, per la difficoltà di recitare in inglese e per il timore di cadere nel ridicolo nelle scene di canto e di ballo (il film, Facciamo l'amore, sarà poi effettivamente realizzato con Yves Montand). Nel 1968 ottenne una parte nel film La colonna di Traiano, una coproduzione italo-romena, con Antonella Lualdi e Franco Interlenghi.
In Italia nel 1961 interpretò la parte di un valoroso ufficiale italiano nel film I due nemici, con Alberto Sordi e David Niven. Quando si aprì la stagione d'oro della commedia all'italiana, salvo qualche sporadica eccezione, come Le monachine di Luciano Salce (1963), Frenesia dell'estate di Luigi Zampa e Il gaucho di Dino Risi, entrambi del 1964, Nazzari si rifiutò di interpretare questo tipo di copioni, come dirà poi, per una questione di gusto e di rispetto verso sé stesso e verso il pubblico. Così, mentre attori più giovani saranno sommersi da proposte di lavoro, Nazzari apparirà sempre più raramente sul grande schermo, limitandosi a ruoli cameo in produzioni internazionali, come Il papavero è anche un fiore (1966), Il clan dei siciliani (1969) e Joe Valachi - I segreti di Cosa Nostra (1972).

### Televisione

Nazzari nello sceneggiato La figlia del capitano di Leonardo Cortese (1965)

Qualche soddisfazione arrivò invece dalla televisione, dove fu protagonista dei rifacimenti televisivi di due dei suoi film più celebri, La cena delle beffe diretta da Guglielmo Morandi e La figlia del capitano di Leonardo Cortese, trasmesse entrambe nel 1965, e comparve come ospite d'onore in popolari trasmissioni del tempo quali Il Musichiere, Studio Uno e Settevoci. Nel 1963 si cimentò pure nella conduzione televisiva, prendendo parte al varietà del sabato sera Gran Premio, abbinato alla Lotteria di Capodanno, e girò alcuni famosi caroselli per un noto aperitivo, ripetendo come slogan la sua più celebre battuta: « [...] e chi non beve con me...».
Nel 1969 la Rai gli dedicò ben otto prime serate per trasmettere una retrospettiva dei suoi film più celebri. Il ciclo, che ottenne altissimi indici di ascolto e di gradimento, fu curato da Gian Luigi Rondi. Nello stesso anno l'attore fu impegnato nella miniserie televisiva La donna di cuori, diretta da Leonardo Cortese per Rai 1 (allora chiamato Programma Nazionale), affiancato da Ubaldo Lay e Sandra Mondaini.
Grazie a un timbro di voce profondo e virile, in linea con il suo personaggio, ed una buona dizione, Amedeo Nazzari è uno dei pochissimi attori italiani della sua epoca a non essere mai stato doppiato.
Fu membro della Massoneria.

### La morte
A partire dagli anni settanta, diradò sempre più gli impegni televisivi e cinematografici a causa di una grave forma di insufficienza renale che lo costrinse a sottoporsi a numerose dialisi settimanali. Nel 1976 partecipò a un episodio della serie televisiva L'ispettore Derrick, intitolato L'uomo di Portofino e trasmesso dalla Rete 2 (l'attuale Rai 2) nel 1979; la scena principale in soggettiva fu girata, in lingua italiana, a Portofino. Negli ultimi due film, Nina (1976) di Vincente Minnelli e Melodrammore (1978) di Maurizio Costanzo, lo si vede apparire in piccole partecipazioni. Nel 1979 venne insignito del David di Donatello alla carriera.
Morì nella clinica Villa Claudia di Roma la sera del 5 novembre 1979, per collasso cardiorespiratorio, pochi mesi prima che la figlia Maria Evelina avesse il primo figlio , Leonardo. Col nome di Amedeo Nazzari Buffa, è sepolto al cimitero Monumentale del Verano di Roma.

## Filmografia

### Cinema

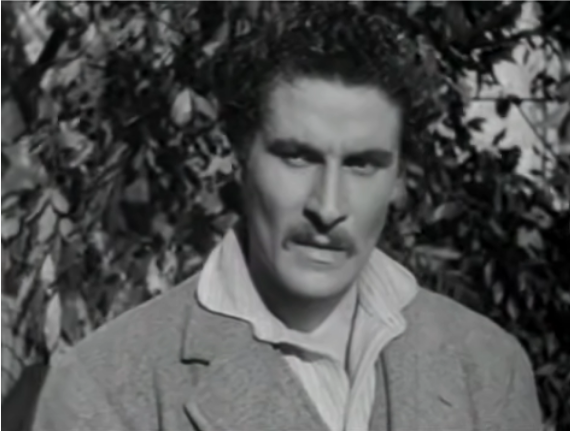
Nazzari in Montevergine di Carlo Campogalliani (1939)

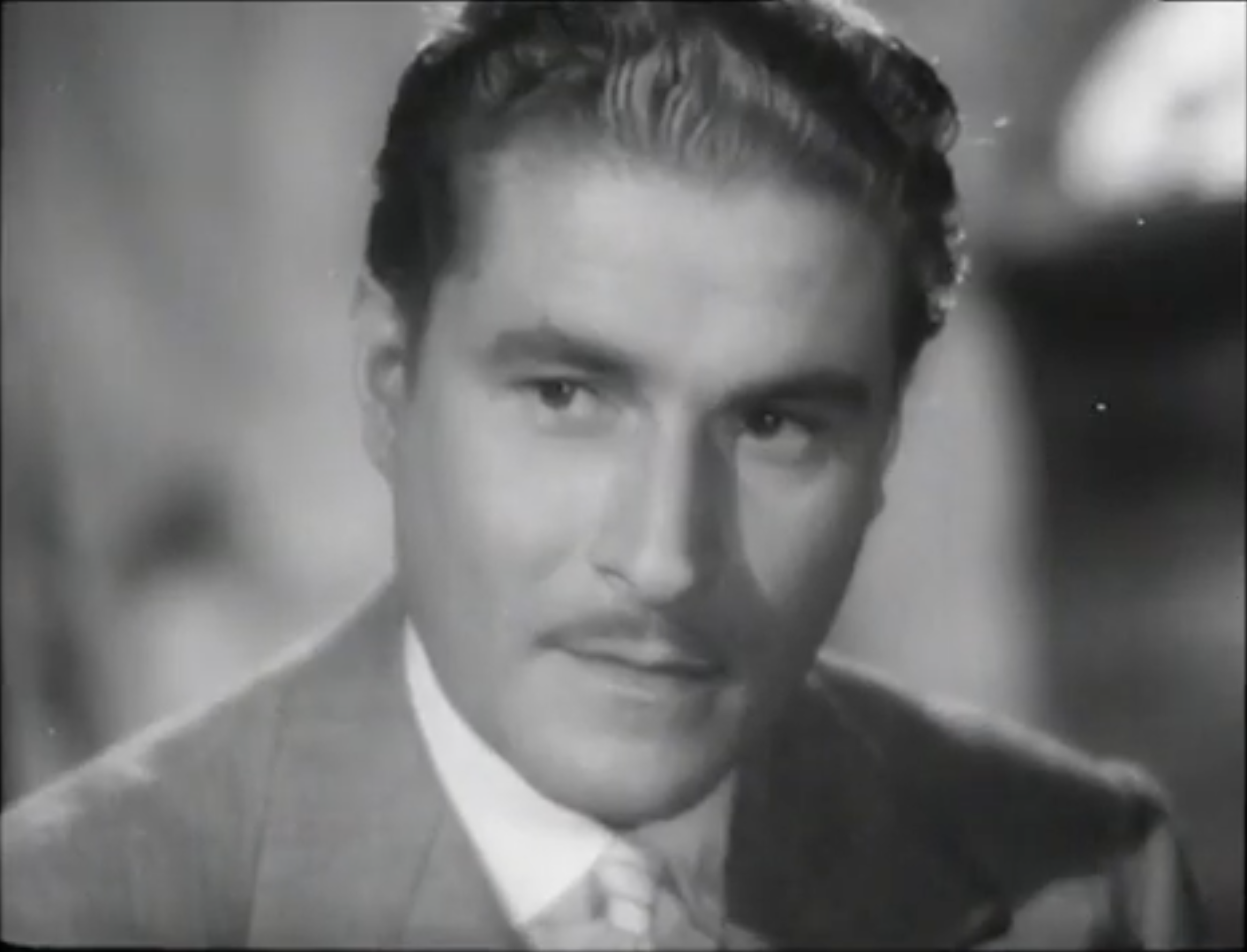
Nazzari in Apparizione di Jean de Limur (1943)

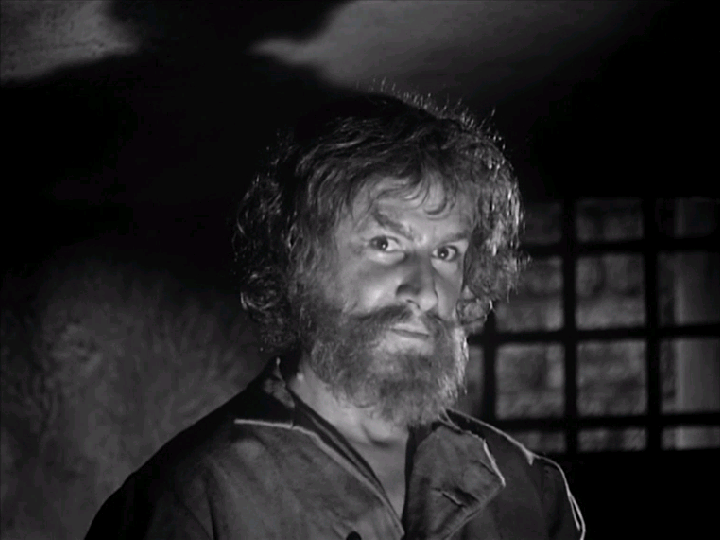
Nazzari ne La figlia del capitano di Mario Camerini (1947)

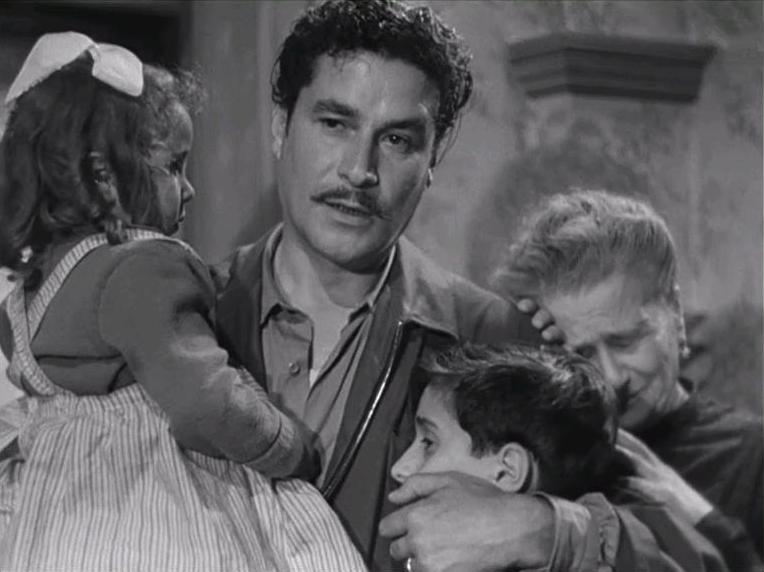
Nazzari in Catene di Raffaello Matarazzo (1949)

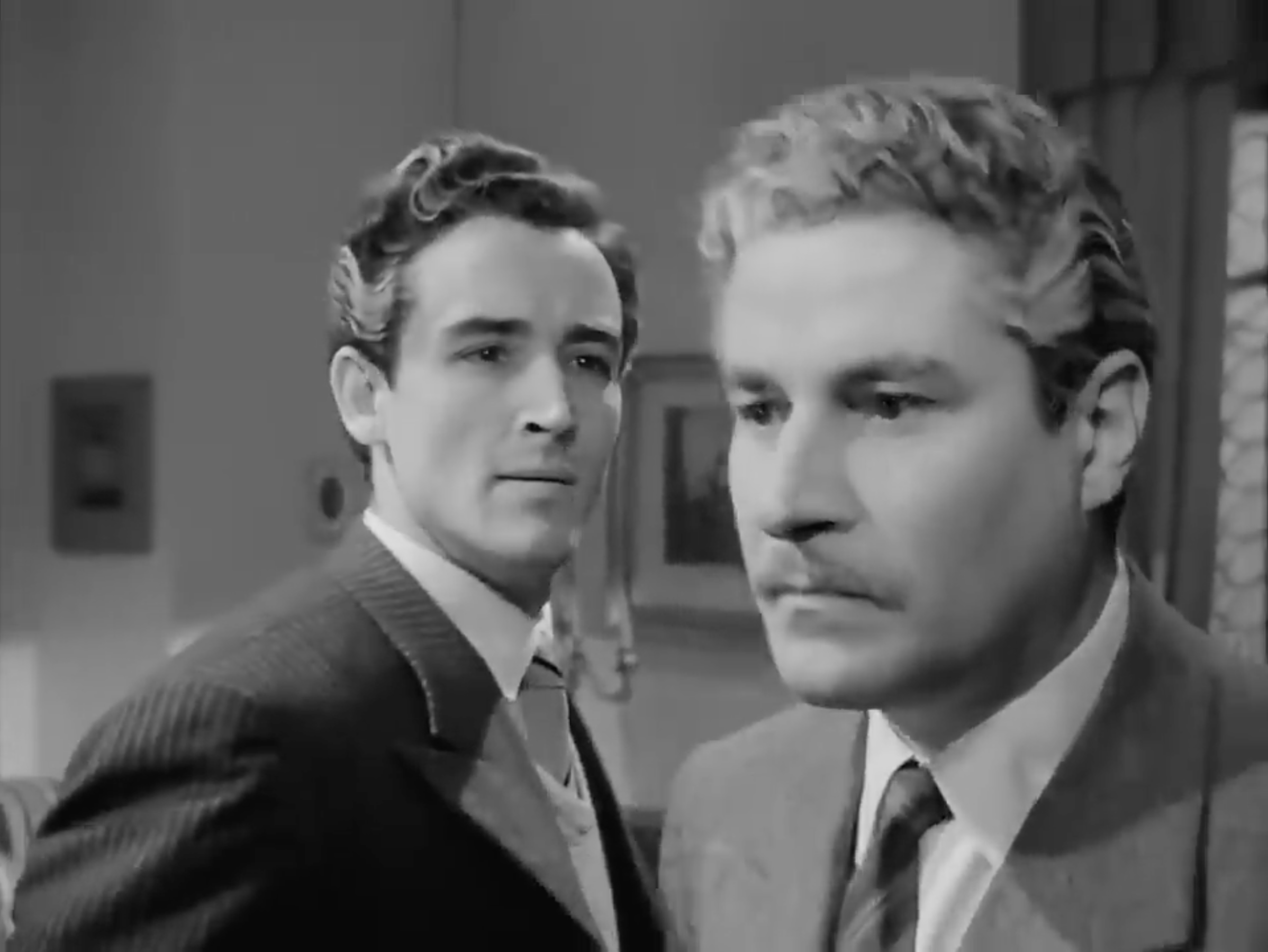
Nazzari con Vittorio Gassman ne Il tradimento di Riccardo Freda (1951)

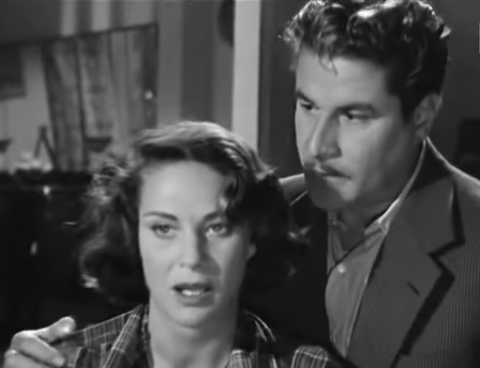
Nazzari con Alida Valli in Ultimo incontro di Gianni Franciolini (1951)

Nazzari in Le notti di Cabiria di Federico Fellini (1957)

- Ginevra degli Almieri, regia di Guido Brignone (1935)
- Cavalleria, regia di Goffredo Alessandrini (1936)
- I fratelli Castiglioni, regia di Corrado D'Errico (1937)
- La fossa degli angeli, regia di Carlo Ludovico Bragaglia (1937)
- Luciano Serra pilota, regia di Goffredo Alessandrini (1938)
- La casa del peccato, regia di Max Neufeld (1938)
- Il conte di Bréchard, regia di Mario Bonnard (1938)
- Assenza ingiustificata, regia di Max Neufeld (1939)
- Cose dell'altro mondo, regia di Nunzio Malasomma (1939)
- Montevergine, regia di Carlo Campogalliani (1939)
- La notte delle beffe, regia di Carlo Campogalliani (1939)
- Scarpe grosse, regia di Dino Falconi (1940)
- Dopo divorzieremo, regia di Nunzio Malasomma (1940)
- Oltre l'amore, regia di Carmine Gallone (1940)
- Centomila dollari, regia di Mario Camerini (1940)
- È sbarcato un marinaio, regia di Piero Ballerini (1940)
- L'uomo del romanzo, regia di Mario Bonnard (1940)
- I mariti (Tempesta d'anime), regia di Camillo Mastrocinque (1941)
- Sancta Maria, regia di Edgar Neville e Pier Luigi Faraldo (1941)
- L'ultimo ballo, regia di Camillo Mastrocinque (1941)
- Il cavaliere senza nome, regia di Ferruccio Cerio (1941)
- Caravaggio, il pittore maledetto, regia di Goffredo Alessandrini (1941)
- La cena delle beffe, regia di Alessandro Blasetti (1942)
- Fedora, regia di Camillo Mastrocinque (1942)
- La bella addormentata, regia di Luigi Chiarini (1942)
- Bengasi, regia di Augusto Genina (1942)
- La bisbetica domata, regia di Ferdinando Maria Poggioli (1942)
- Il romanzo di un giovane povero, regia di Guido Brignone (1942)
- Giorni felici, regia di Gianni Franciolini (1943)
- Quelli della montagna, regia di Aldo Vergano (1943)
- Apparizione, regia di Jean de Limur (1943)
- Harlem, regia di Carmine Gallone (1943)
- La donna della montagna, regia di Renato Castellani (1944)
- Non desiderare la donna d'altri, episodio de I dieci comandamenti, regia di Giorgio Walter Chili (1945)
- Un giorno nella vita, regia di Alessandro Blasetti (1946)
- Fatalità, regia di Giorgio Bianchi (1946)
- Il bandito, regia di Alberto Lattuada (1946)
- Il cavaliere del sogno, regia di Camillo Mastrocinque (1946)
- Quando gli angeli dormono (Cuando los ángeles duermen), regia di Ricardo Gascón (1947)
- La figlia del capitano, regia di Mario Camerini (1947)
- Il lupo della Sila, regia di Duilio Coletti (1949)
- Catene, regia di Raffaello Matarazzo (1949)
- Il vedovo allegro, regia di Mario Mattoli (1949)
- Amori e veleni, regia di Giorgio Simonelli (1950)
- Il brigante Musolino, regia di Mario Camerini (1950)
- Tormento, regia di Raffaello Matarazzo (1950)
- Donne e briganti, regia di Mario Soldati (1950)
- Alina, regia di Giorgio Pastina (1950)
- Barriera a settentrione, regia di Luis Trenker (1950)
- Romanticismo, regia di Clemente Fracassi (1951)
- Ultimo incontro, regia di Gianni Franciolini (1951)
- I figli di nessuno, regia di Raffaello Matarazzo (1951)
- Il tradimento, regia di Riccardo Freda (1951)
- Lebbra bianca, regia di Enzo Trapani (1951)
- Sensualità, regia di Clemente Fracassi (1952)
- Il brigante di Tacca del Lupo, regia di Pietro Germi (1952)
- Processo alla città, regia di Luigi Zampa (1952)
- Altri tempi, epis. La morsa, regia di Alessandro Blasetti (1952)
- Siamo tutti assassini, regia di André Cayatte (1952)
- Chi è senza peccato..., regia di Raffaello Matarazzo (1952)
- Un marito per Anna Zaccheo, regia di Giuseppe De Santis (1953)
- Il mondo le condanna, regia di Gianni Franciolini (1953)
- Torna! regia di Raffaello Matarazzo (1953)
- Ti ho sempre amato!, regia di Mario Costa (1953)
- Proibito, regia di Mario Monicelli (1954)
- Appassionatamente, regia di Giacomo Gentilomo (1954)
- Pietà per chi cade, regia di Mario Costa (1954)
- L'angelo bianco, regia di Raffaello Matarazzo (1955)
- L'ultimo amante, regia di Mario Mattoli (1955)
- L'intrusa, regia di Raffaello Matarazzo (1956)
- Le notti di Cabiria, regia di Federico Fellini (1957)
- Il cielo brucia, regia di Giuseppe Masini (1957)
- L'ultima notte d'amore (La puerta abierta), regia di César Ardavin (1957)
- Malinconico autunno, regia di Raffaello Matarazzo (1958)
- Anna di Brooklyn, regia di Carlo Lastricati e Vittorio De Sica (1958)
- La maja desnuda (The Naked Maja), regia di Henry Koster e Mario Russo (1958)
- Il raccomandato di ferro, regia di Marcello Baldi (1959)
- Il mondo dei miracoli, regia di Luigi Capuano (1959)
- Policarpo, ufficiale di scrittura, regia di Mario Soldati (1959)
- Neurose, regia di Rolf Thiele (1959)
- La contessa azzurra, regia di Claudio Gora (1960)
- I due nemici (Best Enemies), regia di Guy Hamilton (1961)
- Nefertite, regina del Nilo, regia di Fernando Cerchio (1961)
- Antinea, l'amante della città sepolta, regia di Edgar G. Ulmer (1961)
- I fratelli corsi, regia di Anton Giulio Majano (1961)
- Odio mortale, regia Franco Montemurro (1962)
- La leggenda di Fra Diavolo, regia di Leopoldo Savona (1962)
- Le monachine, regia di Luciano Salce (1963)
- Il giorno più corto, regia di Sergio Corbucci (1963)
- Il gaucho, regia di Dino Risi (1964)
- Frenesia dell'estate, regia di Luigi Zampa (1964)
- Il papavero è anche un fiore (The Poppy Is Also a Flower), regia di Terence Young (1966)
- Muori lentamente... te la godi di più (Mister Dynamit - morgen küßt Euch der Tod) regia di Franz Josef Gottlieb (1967)
- Il clan dei siciliani (Le Clan des Siciliens), regia di Henri Verneuil (1969)
- Joe Valachi - I segreti di Cosa Nostra (The Valachi Papers), regia di Terence Young (1972)
- Nina (A Matter of Time), regia di Vincente Minnelli (1976)
- Melodrammore, regia di Maurizio Costanzo (1978)

### Televisione

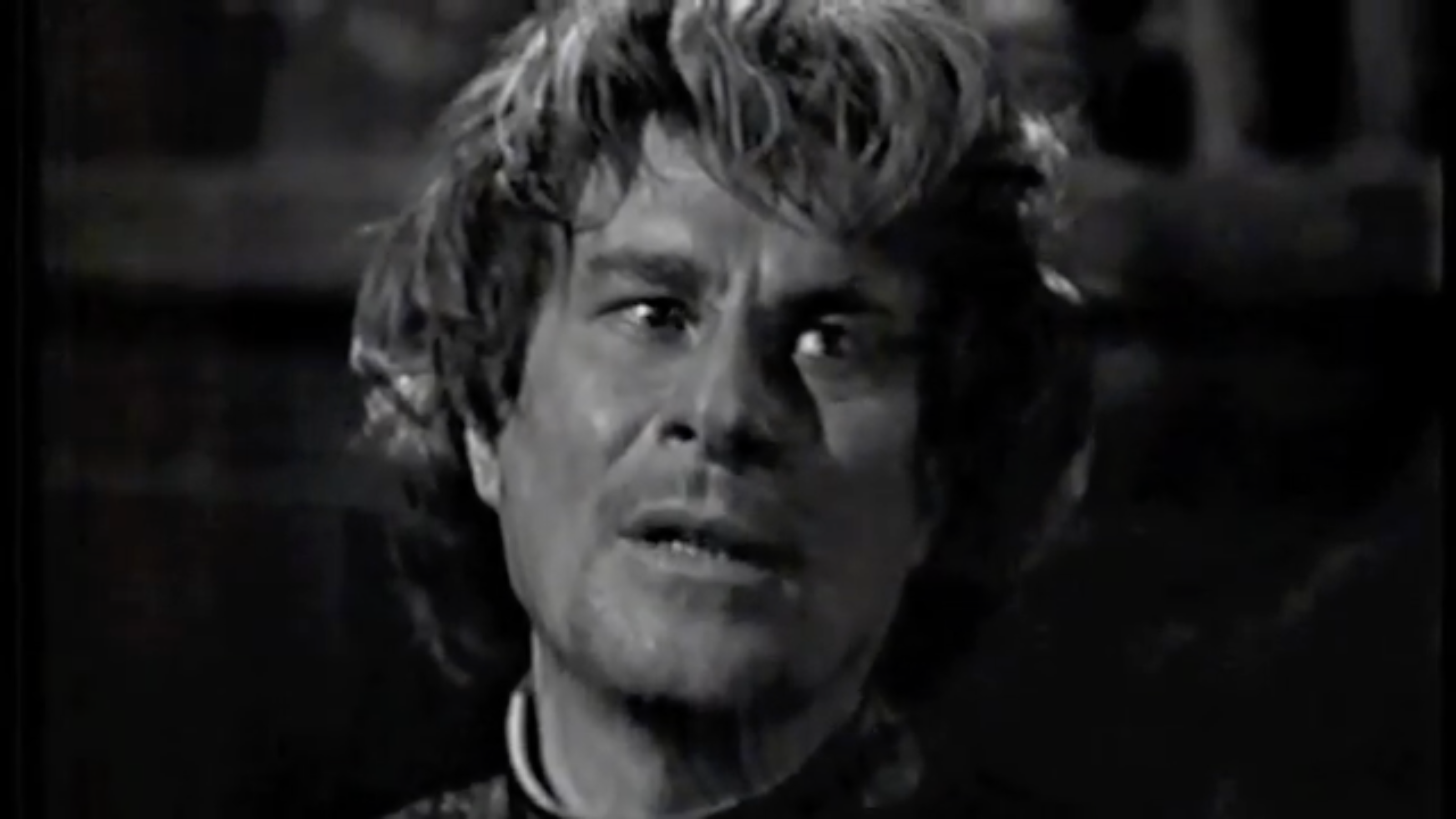
Nazzari nello sceneggiato La cena delle beffe di Guglielmo Morandi (1965)

- Ragazza mia, sceneggiato di William Saroyan, regia di Mario Landi, trasmesso marzo aprile 1960
- La cena delle beffe, regia di Guglielmo Morandi (1965)
- La figlia del capitano, regia di Leonardo Cortese (1965)
- Rebecca, regia di Eros Macchi, trasmesso il 26 agosto 1969
- La donna di cuori, della serie "Le donne del tenente Sheridan", soggetto e sceneggiatura di Alberto Ciambricco e Mario Casacci, trasmesso dal 24 ottobre al 21 novembre 1969.
- La morsa, di Luigi Pirandello, regia di Alessandro Blasetti, trasmesso il 6 settembre 1973
- L'ispettore Derrick, episodio L'uomo di Portofino (Der Mann aus Portofino, 1976)

## Partecipazione a Carosello
Amedeo Nazzari partecipò a due serie della rubrica pubblicitaria televisiva Carosello: dal 1965 al 1967 pubblicizzò il Bagno schiuma Pino Silvestre Vidal della Vidal e dal 1970 al 1973, insieme a Viola Valentino, l'aperitivo Biancosarti della Sili.

## Premi e riconoscimenti

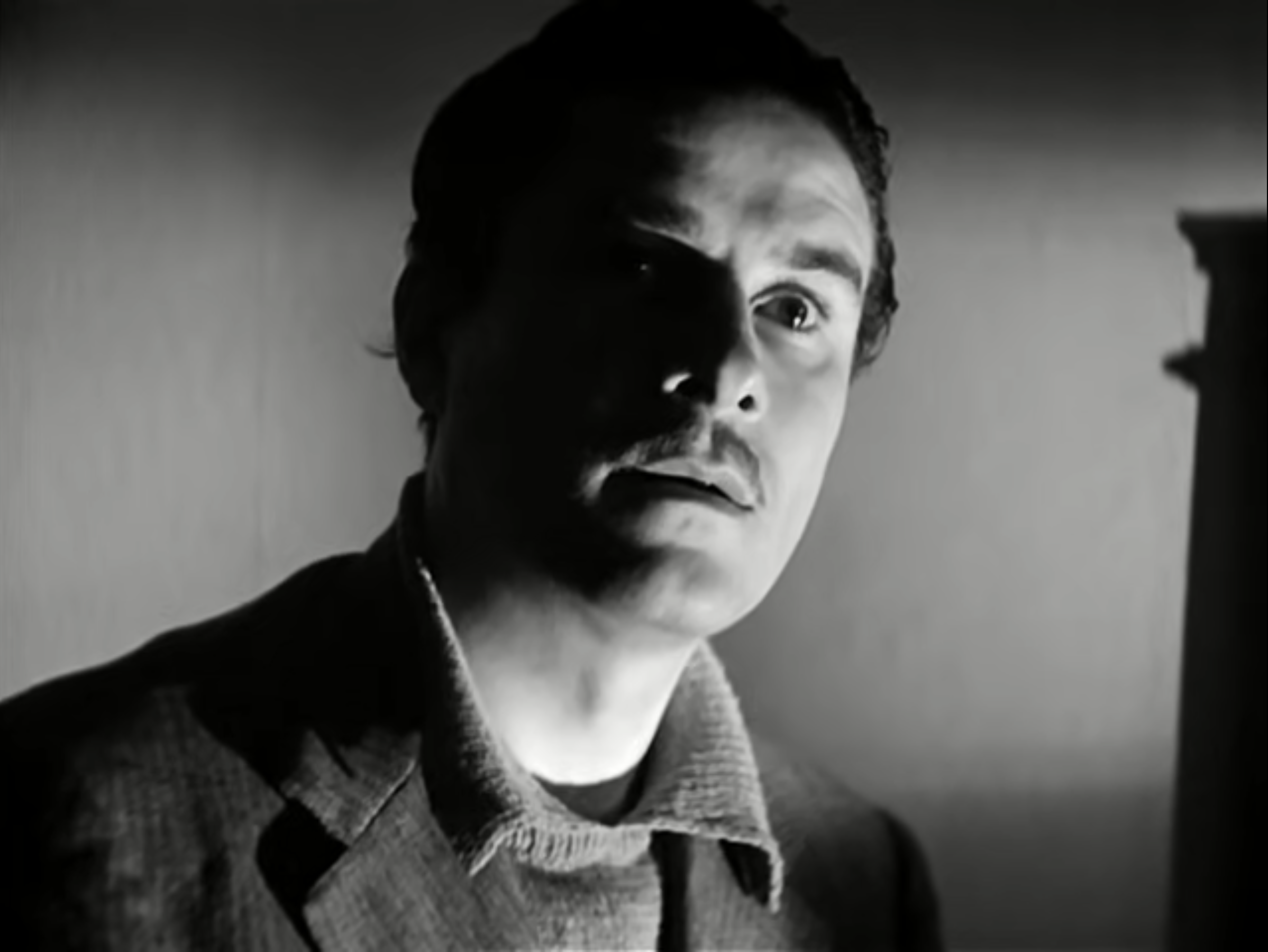
Nazzari ne Il bandito di Alberto Lattuada (1946)

- 1947[11] - Nastro d'argento

Migliore attore protagonista - Il bandito
- 1979 - David di Donatello

Premio alla carriera